# Christopher Thomas Knight
Christopher Thomas Knight (nascido em 7 de dezembro de 1965) é um ex-eremita e ladrão americano que viveu sozinho e isolado da civilização por 27 anos, no período de 1986 a 2013, na floresta próxima a Belgrade, no Condado de Kennebec em Maine.
Durante seu eremitério, Knight viveu numa cabana rudimentar que ele construiu em um bosque obscurecido por um aglomerado de blocos erráticos, localizado próximo a acampamentos de verão, de onde ele roubava mantimentos, ferramentas e itens para entretenimento, como livros. Ele cometeu aproximadamente mil invasões seguidas de roubo, num ritmo de aproximadamente quarenta por ano.
Além do medo e notoriedade que suas muitas invasões e roubos criaram na área, seu estilo de vida incomum atraiu a atenção da mídia internacional após sua captura em 2013.

## Vida e eremitério
Knight adentrou a natureza em 1986, aos 20 anos de idade, sem se despedir de ninguém. Seus pais nunca relataram seu desaparecimento à polícia. Numa entrevista, Knight afirmou "Eu tinha bons pais" mas também "Não éramos muito emotivos. Espera-se o estoicismo." À época de sua notoriedade, um vizinho que vivia próximo à família de Knight relatou que, ao longo de 14 anos, lembra de ter tido pouquíssimas e curtas conversas com a mãe de Knight.
Knight sobrevivia aos invernos rigorosos de Maine (que por vezes chegavam à temperatura de –32 °C) acordando durante a parte mais fria da noite e caminhando ao redor de seu acampamento para se aquecer. Ele passava regularmente uma esponja úmida no corpo para fins higiênicos, se barbeava e cortava o cabelo, em parte para evitar suspeitas caso ele fosse avistado. Ele evitava fogueiras que causavam muita fumaça, dando preferência a fornos de propano que ele usava para derreter neve para beber e se limpar. Os cilindros de propano eram transportados em canoas que ele pegava de acampamentos vazios. Ele remava em silêncio ao longo da costa escura algumas horas antes do amanhecer, para evitar ser visto. Ele camuflava seus roubos substituindo os cilindros de propano cheios que ele pegava por cilindros vazios e salpicando carumas nas canoas quando ele as devolvia. Knight estocava mantimentos para permanecer em seu acampamento nos meses frios (de novembro a março), de modo a evitar sua localização através de pegadas na neve.
Muitos se mostraram admirados por suas habilidades de sobrevivência na natureza, em especial nos invernos intensos de Maine. Já outros demonstraram dúvida, afirmando que Knight pode ter invadido e se refugiado em cabanas vazias.

### Encontros com outras pessoas durante eremitério
Quando foi preso, Knight afirmou que só houve uma ocasião durante seus 27 anos de isolamento em que ele falou com outro ser humano: em algum momento na década de 1990, ele disse "oi" a uma pessoa que caminhava numa trilha, que lhe disse "oi" de volta.
Mais tarde, o biógrafo Michael Finkel relatou que, por torno de fevereiro de 2013, um pescador chamado Tony Bellavance, que estava com seu filho e neto, descobriu Knight e seu acampamento. Isso ocorreu dois meses antes de sua apreensão pela polícia. Após essa informação vir a público, Knight admitiu que havia sido realmente descoberto pelo grupo, mas não mencionou isso à polícia no começo pois o grupo, entendendo que Knight só queria ficar em paz, havia prometido não contar o ocorrido a ninguém.

## Captura e rescaldo
Knight foi capturado pelo Sargento Terry Hughes, um guarda florestal, em 4 de abril de 2013, enquanto roubava o acampamento Pine Tree, próximo à cidade de Rome. No dia 28 de outubro do mesmo ano, ele foi condenado a sete meses de prisão, os quais ele já havia servido (com a exceção de uma semana) enquanto aguardava a sentença. Além da prisão, Knight pagou $2.000 de restituição às vítimas, completou um programa de reabilitação (feito para pessoas com problemas mentais ou vício em substâncias) e ficou sob liberdade condicional por três anos.
Knight relatou ter sentido um sincero remorso pelos crimes que cometeu, dizendo que roubar é errado. Até mesmo o promotor afirmou que uma sentença mais longa seria cruel. A juíza Nancy Mills, que julgou o caso, acredita que é altamente improvável que ele volte a cometer crimes. Após ser libertado, Knight se encontrava com a juíza semanalmente, evitava o consumo de álcool e trabalhou num emprego assegurado por seu irmão.
O jornalista Michael Finkel visitou Knight em nove sessões de uma hora enquanto ele estava na prisão. Essas visitas foram a base para um artigo na revista GQ em agosto de 2014 e o livro The Stranger in the Woods, publicado em março de 2017.
Knight demonstrou forte hesitação em expressar qualquer traço de motivação ou entendimento adquirido durante sua experiência, mas ele afirmou que: "a solidão concede um aumento de algo valioso, ...minha percepção. Mas... quando eu apliquei minha percepção aprimorada a mim mesmo, perdi minha identidade. Não havia público, ninguém para entreter... Falando de forma romântica, eu estava completamente livre." Finkel comparou esta observação a dizeres similares de Ralph Waldo Emerson, Charles de Foucauld e Thomas Merton.